# Mem
Mem是许多闪米特字母表中的第十三个字母，包括腓尼基字母、亚兰字母、希伯来字母‎以及阿拉伯字母‎。其发音为[m]。
腓尼基字母还演变为了希腊字母Μ、伊特拉斯坎字母 𐌌、拉丁字母M以及西里尔字母М。
通常认为该字母最初源于表示“水”的埃及圣书体：
| N35 |